# Стефан Тольос
Стефан (на гръцки: Στέφανος, Стефанос) е гръцки духовник, митрополит на Вселенската патриаршия и на Църквата на Гърция.

## Биография
Роден е с името Аристотелис Тольос (Αριστοτέλης Τόλιος) в 1960 година в македонското градче Правища (Елевтеруполи), Гърция. В 1983 година завършва Богословския факултет на Солунския университет и на следната 1984 година се замонашва в манастира „Света Теодора“ в Солун.
На 25 май 1974 година е ръкоположен за митрополит на Филипийската, Неаполска и Тасоска епархия и е интронизиран на 15 юни в църквата „Свети Павел“ в Солун. На 15 февруари 1984 година е ръкоположен за дякон от митрополит Пантелеймон Солунски. Служи като дякон в „Света Богородица Дексия“ и „Свети Димитър“ в Солун и става секретар на Солунската митрополия и игумен на „Света Теодора“.
На 27 декември 1984 година митрополит Пантелеймон Солунски го ръкополага за свещеник. В същия ден получава и офикията архимандрит. Служи като ефимерий на църквата „Свети Апостоли“ (1984 - 1994) и на църквата „Света София“ (1994-2017). От 10 юни 2010 година е протосингел на Солунската митрополия.
На 6 октомври 2017 година Светият синод на Църквата на Гърция го избира за митрополит на вдовстващата Филипийска, Неаполска и Тасоска епархия. На 8 октомври 2017 година е ръкоположен за филипийски митрополит в храма „Свети Димитър“ в Солун от митрополит Антим Солунски в съслужение с митрополитите Апостол Милетски, Пантелеймон Берски, Пантелеймон Ксантийски, Христодул Авлонски, Теоклит Врестенски, Теофилакт Триполски, Теолипт Иконийски, Доротей Сироски, Макарий Валовищки, Йеротей Зъхненски, Хрисостом Елевтеруполски, Павел Сервийски, Антим Дедеагачки, Варнава Неаполски, Теодор Илиуполски, Йоан Лъгадински, Пантелеймон Маронийски, Георгий Китроски, Максим Янински, Тимотей Тесалиотидски, Давид Гревенски, Хрисостом Трикийски и епископ Димитрий Термски.